# Stránske
Stránske (en allemand : Eckendorf in der Raas : en hongrois : Alsóosztorány) est une commune de la région de Žilina, en Slovaquie.

## Histoire
La première mention écrite du village date de 1368.

## Démographie

### Évolution de la population
| Année:               | 1994. | 2004.   | 2014.    | 2024.    |
| -------------------- | ----- | ------- | -------- | -------- |
| Nombre de personnes: | 697   | 686     | 788      | 950      |
| Différence:          |       | -1,57 % | +14,86 % | +20,55 % |

| Année:               | 2023. | 2024.   |
| -------------------- | ----- | ------- |
| Nombre de personnes: | 946   | 950     |
| Différence:          |       | +0,42 % |